# Piper perhispidum
Piper perhispidum är en pepparväxtart som beskrevs av C. Dc.. Piper perhispidum ingår i släktet Piper och familjen pepparväxter. Inga underarter finns listade i Catalogue of Life.